# Zork
Zork — текстова пригодницька гра, вперше випущена в 1977 році розробниками Тімом Андерсоном, Марком Бланком, Брюсом Деніелсом і Дейвом Леблінгом для мейнфрейму PDP-10. Оригінальні розробники та інші, вже як компанія Infocom, розширили та розділили гру на три тайтли — Zork I: The Great Underground Empire, Zork II: The Wizard of Frobozz та Zork III: The Dungeon Master — які були комерційно випущені для низки персональних комп'ютерів починаючи з 1980 року. У Zork гравець досліджує покинуту Велику Підземну Імперію в пошуках скарбів. Гравець переміщується між сотнями локацій гри та взаємодіє з об'єктами, вводячи команди природною мовою, яку гра інтерпретує. Програма виконує роль оповідача, описуючи місцезнаходження гравця та результати виконання команд, що гравець вводить. Zork називають найвідомішим твором інтерактивної фантастики.
Оригінальна гра, розроблена між 1977 і 1979 роками в Массачусетському технологічному інституті (MIT), була створена під впливом Colossal Cave Adventure (1976), першим добре відомим прикладом інтерактивної фантастики та першою загальновідомою пригодницькою грою. Розробники хотіли створити подібну гру, яка могла б розуміти складніші речення, ніж команди з двох слів як у Adventure. У 1979 році вони заснували компанію Infocom разом із кількома іншими колегами в комп'ютерному центрі MIT. Бланк і Джоел Берез створили спосіб запуску меншої частини Zork на мікрокомп'ютерах кількох марок, що дозволило їм комерціалізувати гру як перші продукти Infocom. Перший епізод був опублікований паблішером Personal Software у 1980 році, після чого Infocom викупив права та самостійно опублікував усі три епізоди, починаючи з кінця 1981 року.
Zork був величезним успіхом для Infocom, продажі зростали протягом багатьох років під час розширення ринку персональних комп'ютерів. Перший епізод розійшовся тиражем понад 38 000 примірників у 1982 році та близько 150 000 примірників у 1984 році. Разом ці три епізоди продані у 680 000 примірниках до 1986 року, що становить більше третини продажів Infocom за цей період. Infocom був придбаний Activision у 1986 році, що призвело до появи нових ігор Zork починаючи з 1987 року, а також серії книг. Відгуки про епізоди були дуже позитивними, кілька рецензентів назвали Zork найкращою пригодницькою грою того часу. Критики вважають її однією з найкращих відеоігор. Пізніші історики відзначили, що ця гра стала основою для жанру пригодницьких ігор, а також вплинула на жанри MUD і багатокористувацьких онлайн-рольових ігор. У 2007 році Zork була включена до ігрового канону Бібліотекою Конгресу як одна з десяти найважливіших відеоігор в історії.

## Геймплей

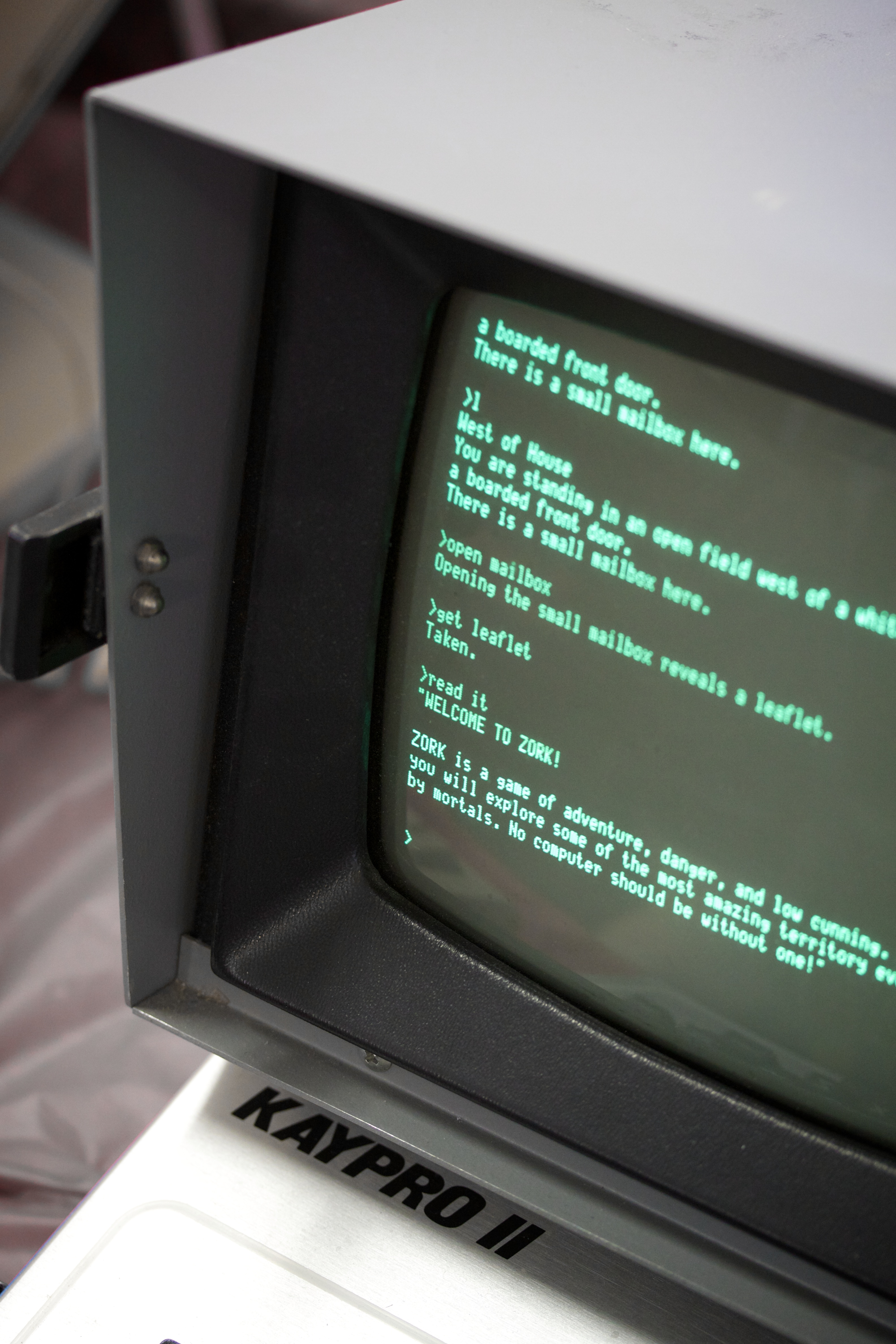
Zork на комп'ютері Kaypro CP/M

Zork — це текстова пригодницька гра, у якій гравець досліджує руїни Великої Підземної Імперії. Гравець вводить текстові команди для свого персонажа, щоби проходити локації, розгадувати головоломки та збирати скарби. У грі є сотні локацій, кожна з яких має назву та опис, а команди гравця взаємодіють з об'єктами, перешкодами та істотами всередині них. Команди можуть складатися з одного або двох слів (наприклад, «get lamp» — «взяти лампу», або «north» — «на північ») або більш складних фраз (наприклад, «put the lamp and sword in the case» — «покласти лампу та меч у скриню»). Команда має відповідати контексту розташування (наприклад, «get lamp» — «взяти лампу», працює лише за наявності лампи). Програма виступає в ролі оповідача, описуючи гравцеві їх розташування і результати тих чи інших дій. Якщо гра не розуміє команди гравця, вона просить гравця повторити дії. Відповіді програми зазвичай звучать у саркастичному розмовному тоні, подібному до того, як ігровий майстер поводився би з провідними гравцями у настільній рольовій грі.
Оригінальна версія гри 1977 року йшла єдиним випуском, Zork. Коли гру було перетворено на комерційне програмне забезпечення, її розділили на три епізоди, з новими та розширеними розділами у двох останніх епізодах. Значна частина ігрового світу складається з головоломок, які врешті-решт потрібно розгадати, як-от набір кнопок на дамбі чи лабіринт, який потрібно подолати. Деякі головоломки мають декілька розв'язок. Наприклад, оскільки «Гучна кімната» занадто гучна, щоб гравець міг виконувати дії, гравець може спустити воду з сусідної дамби, щоби вода більше не шуміла, або крикнути «echo» («луна») в кімнаті, щоби змінити її акустику. У першому епізоді Zork I, є персонаж-злодій, який блукає під землею, забираючи залишені предмети або навіть крадучи майно гравця. Гравець може битися або ухилятися від злодія, а також може відновити вкрадені предмети зі скарбниці злодія. Деякі локації містять антагоністів, з якими гравець повинен битися або подолати у інший спосіб. На початку Zork II гравець може вивчити магічні заклинання для використання в головоломках і боях. У темних місцях гравець повинен носити ліхтар або інше джерело світла, щоби його з'їв монстр під назвою ґру (grue). Існує обмеження на те, скільки «інвентарю» можна носити, що визначається загальною вагою об'єктів, а не їхньою кількістю.
Основна мета кожного епізоду — зібрати всі скарби, багато з яких приховані за головоломками. У міру того, як скарби збираються або виконуються завдання, рахунок гравця збільшується, забезпечуючи приблизне вимірювання того, яку частину гри було пройдено. Гравець може подорожувати ігровим світом і вирішувати головоломки майже в будь-якому порядку, хоча деякі проходи вимагають вирішення проблем, щоб пройти, а деякі головоломки вимагають, щоб гравець мав щось, отримане від вирішення іншої головоломки. У Zork III, на відміну від попередніх епізодів, є часова складова, яка безпосередньо впливає на результат. Землетрус відбудеться приблизно через 130 ходів, відкривши один прохід і закриваючи інший. У кожному епізоді потрібні скарби, щоб досягти завершення гри.

## Сюжет

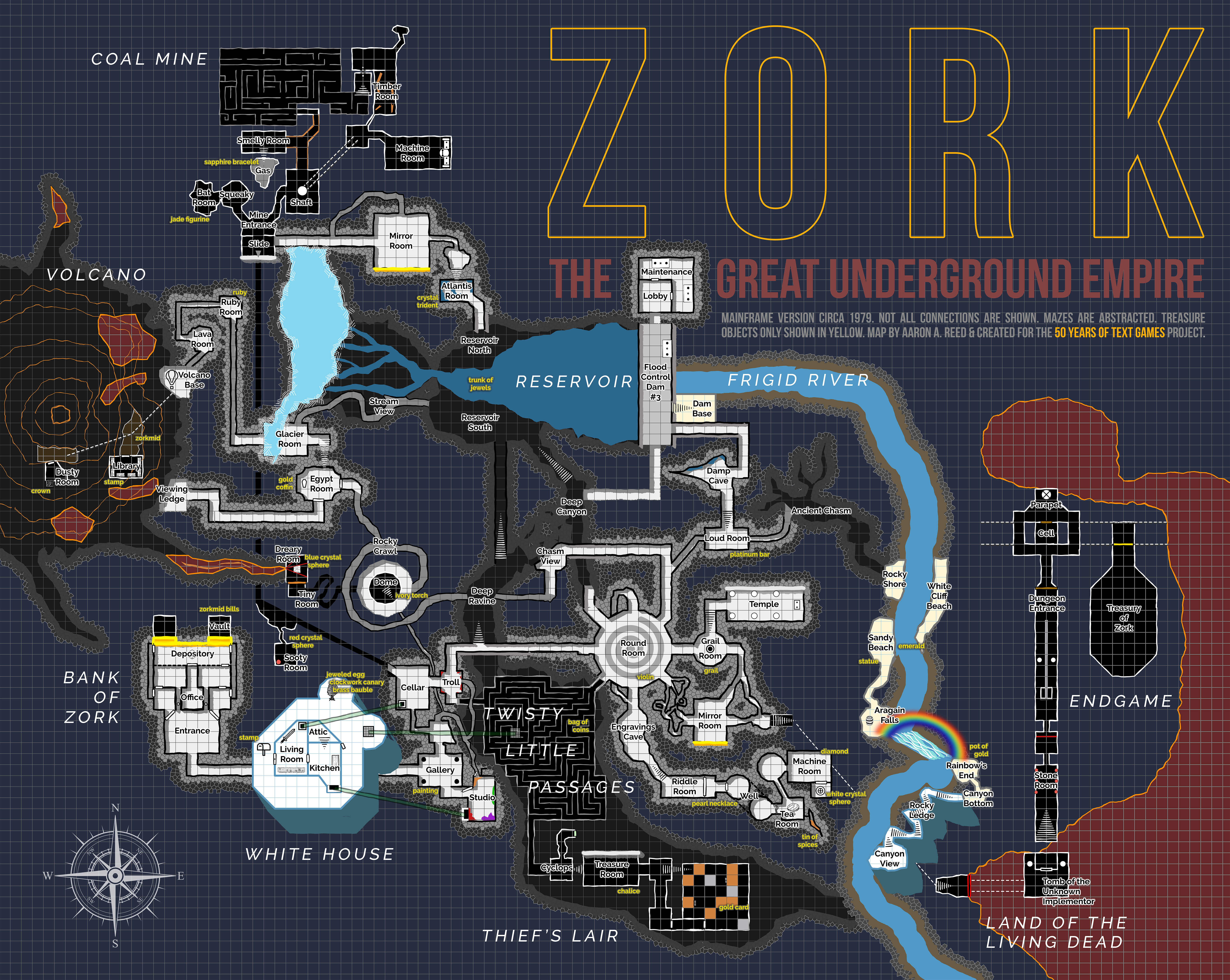
Карта світу Zork 1977 року, намальована Аароном А. Рідом для проекту 50 років текстових ігор

Zork не дотримується лінійної сюжетної лінії. Більша частина знань про світ гри встановлюється завдяки письмовим описам предметів і місць у грі, а також посібникам у пізніших випусках гри. Задовго до того, як розгортається дія гри, імперія Квендор, завоювавши всю поверхню землі, побудувала величезний печерний комплекс для розширення. Через двісті років правитель лорд Дімвіт Флетхед перейменував імперію на Велику Підземну Імперію та витратив своє правління на будівництво масштабних, здебільшого безглуздих проектів, таких як підземна дамба та королівський музей. Сто років потому надмірні витрати імперії спричинили її крах, і всі жителі виїхали. Покинута імперія є місцем дії трьох епізодів Zork.
Zork I починається з безіменного персонажа гравця біля білого дому в невеликій самостійній зоні; більша частина гри відбувається під землею, як і наступні епізоди. У Zork II гравець дізнається про Плоскоголових і зустрічає Чарівника з Фробозза, який колись був шанованим чарівником, але був вигнаний лордом Дімвітом Плоскоголовим, коли його сили почали зникати. Чарівник з'являється випадковим чином протягом гри та накладає на гравця заклинання, які починаються з літери «F». Наприклад «Fluoresce» — «Флуоресцентний», змушує гравця світитися, а «Freeze» — «Заморожування», утримує гравця на місці на кілька ходів. У Zork III персонаж гравця збирає одяг господаря підземелля, щоб стати його наступником. Коли гравець отримає всі предмети, він повинен нагодувати літнього чоловіка, який виявляється господарем підземелля та показує їм двері, що ведуть до останнього коридору. Після того, як гравець розв'язує останні головоломки, знов з'являється господар підземелля, який перетворює гравця на себе, що означає правонаступництво гравця на його посаді.

## Розробка

### Початок
Тім Андерсон, Марк Бланк, Брюс Деніелс і Дейв Леблінг почали розробку Zork у травні 1977 року. Четверо були членами групи динамічного моделювання, науково-дослідного відділу інформатики в лабораторії комп'ютерних наук Массачусетського технологічного інституту (MIT) — Андерсон, Бланк і Деніелс були студентами, а Леблінг — дослідником. Їхню роботу надихнула Colossal Cave Adventure, текстова гра, яка є першим добре відомим прикладом інтерактивної фантастики та першою загальновідомою пригодницькою грою. Adventure був надзвичайно популярним серед невеликої кількості користувачів комп'ютерів того часу та став великим хітом в MIT на початку 1977 року. До кінця травня гравцям вдалося її повністю вирішити.
Четверо програмістів почали розробляти гру, яка була б «кращою» текстовою пригодницькою грою, з командами, складнішими, ніж двослівні команди Adventure, і менш тупими головоломками. Вони вважали, що мова програмування MDL їхнього підрозділу краще підійде для обробки складних текстових команд, ніж код Fortran, який використовується в Adventure. Група була знайома зі створенням відеоігор: Бланк і Андерсон працювали над багатокористувацькою вікториною під назвою Trivia (1976), а Леблінг брав активну участь у Maze (1973), багатокористувацькому шутері від першої особи та найпершій 3D-грі від першої особи. Леблінг вперше створив систему введення природною мовою, або синтаксичний аналізатор, який міг обробляти введені інструкції з двох слів. Андерсон і Бланк створили невеликий прототип текстової гри для його використання. Прототип Zork був створений для мейнфрейму PDP-10 від Digital Equipment Corporation (DEC), єдиної системи, яка підтримувала їхню мову програмування.
Поки Леблінг взяв двотижневу відпустку, Андерсон, Бланк і Деніелс розробили концепцію пригодницької гри, яку потім Андерсон і Бланк розробили як ранню версію Zork. Цей прототип містив прості версії багатьох концепцій, які бачили у фінальній грі, включаючи головоломки та локації. За словами Андерсона, «людям потрібен був час, щоб навчитися складати хороші задачі», а перший нескладний парсер Леблінга був «майже таким же розумним, як у Adventure». Гра була без назви, але група мала звичку називати свої програми «zork», поки вони не були завершені, термін у спільноті MIT для програми у розробці. Група, яка називала себе «реалізаторами», продовжувала працювати над грою після повернення Леблінга, вони додавали функції та покращували парсер до червня 1977 року. Монстри ґру були додані замість провалль, що вбивали гравців у темряві, бо під час ігрового тестування Леблінг помітив, що його персонаж впав у яму, перебуваючи на горищі будинку.
Леблінг стверджує, що Adventure була одним із впливів Zork, оскільки на той час було небагато інших ігор для наслідування. Хоча бойові дії в грі засновані на Dungeons & Dragons, Леблінг сказав, що інші розробники ніколи в неї не грали. Він також думав, що синтаксичний аналізатор і відповідні текстові відповіді беруть на себе роль Майстра Підземель із гри Dungeons & Dragons, намагаючись провести гравця через історію, лише описуючи її; це також було ідеєю синтаксичного парсера в Adventure.

### Створення
Розробники не анонсували свою гру, поки вона була в розробці, але відсутність безпеки в системах MIT означала, що кожен, хто мав доступ до комп'ютера PDP-10 через ARPANET, міг бачити, які програми виконуються. У результаті невелика спільнота людей, багато з яких були залучені до гри та внеску в Trivia, «підглядала» за системою в пошуках нових програм. Вони знайшли нову пригодницьку гру «Zork» і розповіли про неї іншим під такою назвою. Ця спільнота — десятки чи, можливо, сотні гравців, за словами Леблінга — взаємодіяла з розробниками, коли вони створювали гру, тестували доповнення та надсилали багрепорти. Розробники додали функцію транскрипції команд, щоб відстежувати, які команди гравці намагалися використати безуспішно.
На кінець червня гра була приблизно вдвічі менша за фінальний Zork і мала значну на той час спільноту гравців. Група додала такі локації, як вулкан і вугільна шахта, і незабаром переключила свої зусилля на вдосконалення рушія гри та додавання можливості збереження прогресу гравця в грі. За запитами користувачів вони також додали можливість запускати гру на комп'ютерах PDP-10 з різними операційними системами — TENEX і TOPS-20 — які були набагато популярнішими, ніж операційна система Incompatible Timesharing System, яку використовував комп'ютер MIT. Пізніше ці користувачі створили список розсилки для розповсюдження оновлень гри. До створення нового контенту розробники повернулися восени 1977 року, додавши розділ «Аліса у Дивокраї» і систему бою з ворогами.
Приблизно в цей час член спільноти Тед Гесс із DEC розшифрував засоби захисту, створені групою для початкового коду, а інший співробітник DEC, Боб Супнік, переніс гру на Fortran. Цей порт, випущений у березні 1978 року, відкрив гру для більшої кількості гравців без доступу до мейнфрейму PDP-10. У той час команда вирішила дати грі реальну назву замість «zork», і обрала Dungeon. Ця назва була використана для версії Fortran, яка поширилася через групу користувачів DEC та стала однією з найпопулярніших програм. TSR Hobbies заявили, що назва порушує їхню торгову марку Dungeons & Dragons, і розробники повернулися до оригінальної назви Zork.
Протягом 1978 року команда додала розділи «Банк» і «Музей головоломок Королівського Зорка», а також деякі головоломки та ідеї, запропоновані гравцями. Остання головоломка була додана в лютому 1979 року, хоча команда продовжувала випускати оновлення для виправлення помилок до останнього оновлення в січні 1981 року. Андерсон пояснює це тим, що у команди закінчилися ідеї та час, а також місце в одному мегабайті пам'яті, виділеному для гри.
Дуже мала частина гри була запланована заздалегідь, а також не було аспектів гри, пов'язаних з одним розробником. Натомість, щоразу, коли в одного з розробників була ідея, яка йому подобалася, цей розробник додавав її до гри, розвиваючи концепцію та пишучи текст, який супроводжував би її. За словами Леблінга, Бланк зосередився здебільшого на парсері, Андерсон — на коді гри, Бланк і Деніелс — на нових головоломках, а Леблінг — на описі місць. Андерсон каже, що Бланк написав «40 або 50» ітерацій синтаксичного аналізатора, і описує Деніелса як проєктувальника головоломок, які потім були в основному реалізовані іншими. Він приписує Бланку створяння транспортних засобів та збереження гри, а Леблінгу — робота, монстрів ґру та бойову систему. Щоб занурити гравця в гру, розробники вирішили не описувати персонажа гравця, видаливши будь-які випадкові описи чи особові займенники. Текстові відповіді на команди гравця часто були самовпевненими та саркастичними, вибір дизайну віддзеркалював особливості мовлення групи. Команда вважала, що це зробить систему менш схожою на комп'ютер, а також навчить гравця писати команди так, щоб синтаксичний парсер міг їх правильно інтерпретувати.

### Infocom
У 1979 році Андерсон, Бланк, Леблінг та п'ятеро інших членів Dynamic Modeling Group зареєстрували Infocom як компанію, члени якої могли приєднатися після виходу з MIT. Спочатку не було узгоджено жодних конкретних проектів, і Infocom не мала оплачуваних працівників, але обговорення було зосереджено на розробці програмного забезпечення для менших мейнфреймів. Бланк і Джоел Берез розробили план, як зробити щоб Zork працював на персональних мікрокомп'ютерах, які тоді почали ставати популярними і які значно розширили б аудиторію гри. Хоча мікрокомп'ютери мали дуже обмежений розмір пам'яті порівняно з мейнфреймами, розробники вважали, що проект може бути життєздатним, якщо використовувати дискети та спеціальну мову програмування й розділити гру на дві частини.
Пара працювала над проектом протягом літа та осені 1979 року без оплати, оскільки нова компанія мала кошти лише на комп'ютери. Вони перенесли гру на нову мову Zork Implementation Language (ZIL), яка потім запускалася на рушії «Z-machine». Для кожного типу мікрокомп'ютера, на якому вони хотіли випустити Zork або інші ігри на базі ZIL, вони могли написати програму-інтерпретатор, яка могла б запускати Z-Machine замість того, щоб переписувати кожну гру під конкретний комп'ютер. Леблінг розділив Zork навпіл, щоб створити окремі епізоди, змінивши макет гри, щоб покращити її проходження і від'єднати локації що тепер знаходилися в окремих епізодах.
Наприкінці 1979 року Береза обрали президентом компанії. Основна гра була завершена, але її запускали лише на мейнфреймах DECSYSTEM-20 і PDP-11. Infocom придбала персональний комп'ютер TRS-80 на початку 1980 року, який міг би запускати гру після того, як Бланк і Скотт Катлер створили програму-інтерпретатор ZIL. Інфоком почав підготовку до випуску першого розділу під назвою Zork: The Great Underground Empire – Part I. Майк Дорнбрук, який ніколи не грав у гру, віграв роль імітувача аудиторії та випробував гру. Його відгук був що гра матиме шалений успіх і стане культовою для прихильників, і закликав Infocom виробляти такі пов'язані товари, як карти світу гри, підказки та футболки. Решта компанії не була достатньо переконана, щоб розпочати виробництво будь-яких подібних доповнень, але вони додали в гру об'єкт, який давав адресу, на яку гравці могли надсилати карти та підказки, якщо гра стане популярною.
Гру було завершена, і компанія почала шукати професійного видавця зі зв'язками з магазинами та дистриб'юторами. Вони вважали, що це краще, ніж самвидав. Берез звернувся до Microsoft, яка відмовилася, оскільки гра конкурувала з Microsoft Adventure (1979), їхньою версією Adventure. Генеральний директор Microsoft Білл Гейтс був прихильником Zork, але на той час, коли він почув про пропозицію, Infocom вів переговори з іншим видавцем, Personal Software, однією з перших професійних компаній, що видають програмне забезпечення. Personal Software погодилася опублікувати гру в червні 1980 року, надіславши компанії передоплату. Zork: The Great Underground Empire, також відома як Zork I або просто Zork, була опубліковано для TRS-80 у грудні 1980 року. Оскільки Personal Software відмовилася публікувати версію гри 1979 PDP-11, Infocom продала кілька копій на початку року після оголошення про це групам користувачів PDP-11. Пізніше Леблінг згадував, що близько двадцяти копій дискет було продано разом із посібником Андерсона, що той надрукував на друкмашинці.
До кінця 1980 року з'явилася версія Zork I для Apple II. Вона продавалася через Personal Software. Infocom почав отримувати запити на підказки та карти, як і було передбачено, і Берез почав обробляти замовлення карт і плакатів, а Дорнбрук писав індивідуальні підказки для гравців; у вересні 1981 року він заснував Zork Users Group як окрему компанію для обробки всіх продажів поштою та запитів на підказки. Зрештою Infocom випустила буклети-підказки з прогресивними відповідями на запитання, написані невидимим чорнилом, під брендом InvisiClues. Тим часом Леблінг працював над перетворенням другої половини Zork на Zork II, але в процесі придумав кілька нових головоломок для гри. Хоча ще в грудні 1980 року він повідомив журналу Byte, що це буде гра з двох частин, незабаром стало зрозуміло, що друга половина не поміститься у відведений простір. У результаті гра знову була розділена на Zork II: The Wizard of Frobozz та Zork III: The Dungeon Master. За словами Леблінга, поділ гри на епізоди призвів до різних атмосфер: Zork І був зосереджений на дослідницькому та подібному до Adventure стилі геймплея, Zork II більше зосереджувався на сюжеті та додав магічні заклинання до базової гри, а Zork III був менш прямолінійним, із чутливими до часу аспектами. Марк Бланк сконструював Zork III і додані зміни в ігровому процесі, такі як змінена система очок, щоб відійти від простого дослідження підземелля.
Zork II було запропоновано Personal Software у квітні 1981 року, а контракт було підписано в червні, але Infocom став обережно ставитися до продовження цих відносин. Команда Infocom вважала, що Personal Software не рекламує Zork I достатньо і, здавалося, не був у захваті від планів Infocom щодо Zork III та інших запланованих текстових пригодницькі ігор, таких як Deadline і Starcross. Невдовзі компанія Personal Software припинила видавати програмне забезпечення для розваг і в 1982 році перейменувала її в VisiCorp, щоб узгодити її з програмою для роботи з електронними таблицями VisiCalc. Замість того, щоб знайти іншого видавця, Infocom вирішив самостійно видавати свої ігри та почав орендувати офісні приміщення та укладати контракти з виробничими потужностями. Компанія викупила копії Zork I для комп'ютерів Apple II в Personal Software і почала видавати Zork I і II без посередників до кінця 1981 року. Zork III був виданий восени 1982 року. Infocom розробив інтерпретатори мови ZIL для Commodore 64, 8-розрядних комп'ютерів Atari, систем CP/M і сумісних з IBM PC, та випустив епізоди Zork для цих платформ у 1982 році.

## Прийняття

### Продажі
Загальні продажі перших трьох епізодів досягли понад 760 000 примірників на початку 1989 року. Разом вони було продано понад 250 000 примірників до 1984 року і понад 680 000 примірників до 1986 року, включно з релізом збірки Zork Trilogy 1986 року. Між 1982 і 1986 роками трилогія Zork склала більше однієї третини від двох мільйонів загальних продажів ігор Infocom. Activision придбала Infocom у 1986 році та повідомила, що до початку 1989 року було продано ще 80 000 копій трьох ігор Zork і трилогії.

### Відгуки
Епізоди гри Zork високо оцінили в тогочасних оглядах. Журнали Byte і 80 Micro схвально відгукнулися про літературний стиль, який рецензент Byte назвав «розважальним, красномовним, дотепним та точним». Рецензенти Softalk і The Space Gamer отримали задоволення від того що парсер дозволяв їм вводити складніші речення, ніж попередні ігри. Огляд Softalk зазначив, що кожна інша гра, починаючи з Adventure, обмежувала гравця двослівними фразами, хоча вони також вважали, що гравці здебільшого будуть в основному дотримуватися більш чітких команд з двох слів. У журналі 80 Micro задалися питанням, чи можна буде коли-небудь завершити проходження Zork через те, скільки парсер дозволяв гравцеві. Журнал Byte дійшов висновку, що «жодне досягнення в науці про Adventure не було таким сміливим і захоплюючим», як Zork, цю думку повторює Softalk.
У роки після випуску Zork I отримав більше відгуків, які хвалили гру у порівнянні з Adventure та іншими іграми жанру. Джеррі Пурнелл рекомендував гру у своїй довгій колонці в журналі Byte, заявивши в 1983 році, що «якщо вам подобалася Adventure і ви хотіли більше … Я гарантую, що вам сподобається Zork». Computer Gaming World у 1982 році, PC Magazine у 1982 році та SoftSide у 1983 році рекомендували гру як «мастхев» для всіх, хто цікавиться фентезійними чи пригодницькими іграми. Family Computing наприкінці 1983 року оголосив її класикою жанру та грою, яка зробила пригодницький жанр більше, ніж новинкою.
Рецензенти так само високо оцінили другий і третій епізоди Zork. Softline рекомендував Zork II через «добре збалансоване поєднання гумору, дотепності та іронічних каламбурів» як для новачків, так і для досвідчених гравців. У PC Magazine писали, що гра сподобається всім гравцям і що вона складна, приємна та смішна. Рецензент Softalk писав, що Zork відокремився від першого епізоду та Adventure, щоб бути «свіжим і цікавим». Деякі головоломки в Zork ІІ пізніше були визнані «ганебно складними», і в книзі підказок Infocom вибачилася за складність однієї головоломки та її опору на знання бейсболу. Огляди в Softalk і Creative Computing назвали Zork III найкращою у трилогії. PC World писав, що гра «так само захоплююча та загадкова, як Zork I і II», хоча головоломки можуть розчаровувати. K-Power дійшов висновку, що Zork III була «найрозумнішою текстовою грою для мікрокомп'ютера, яку ми коли-небудь бачили».
Журнал Commodore Magazine у червні 1983 року описав об'єднану трилогію як найпопулярнішу пригодницьку гру, а також як найкращу гру. The Addison-Wesley Book of Atari Software 1984 дала всім трьом частинам Zork загальну оцінку A+. Zork I назвали «визначною пригодницькою грою», додаючи, що Zork II «має таку ж надзвичайну гнучкість командування, іронічний гумор і розпізнавання слів, що й Zork», і з висновком, що Zork III був «можливо, найрозважальнішим із трьох» і «є рекордом тонкості та логіки». Essential Guide to Atari Computers InfoWorld рекомендував трилогію як одну з найкращих пригодницьких ігор для 8-бітного комп'ютера Atari.

## Спадщина

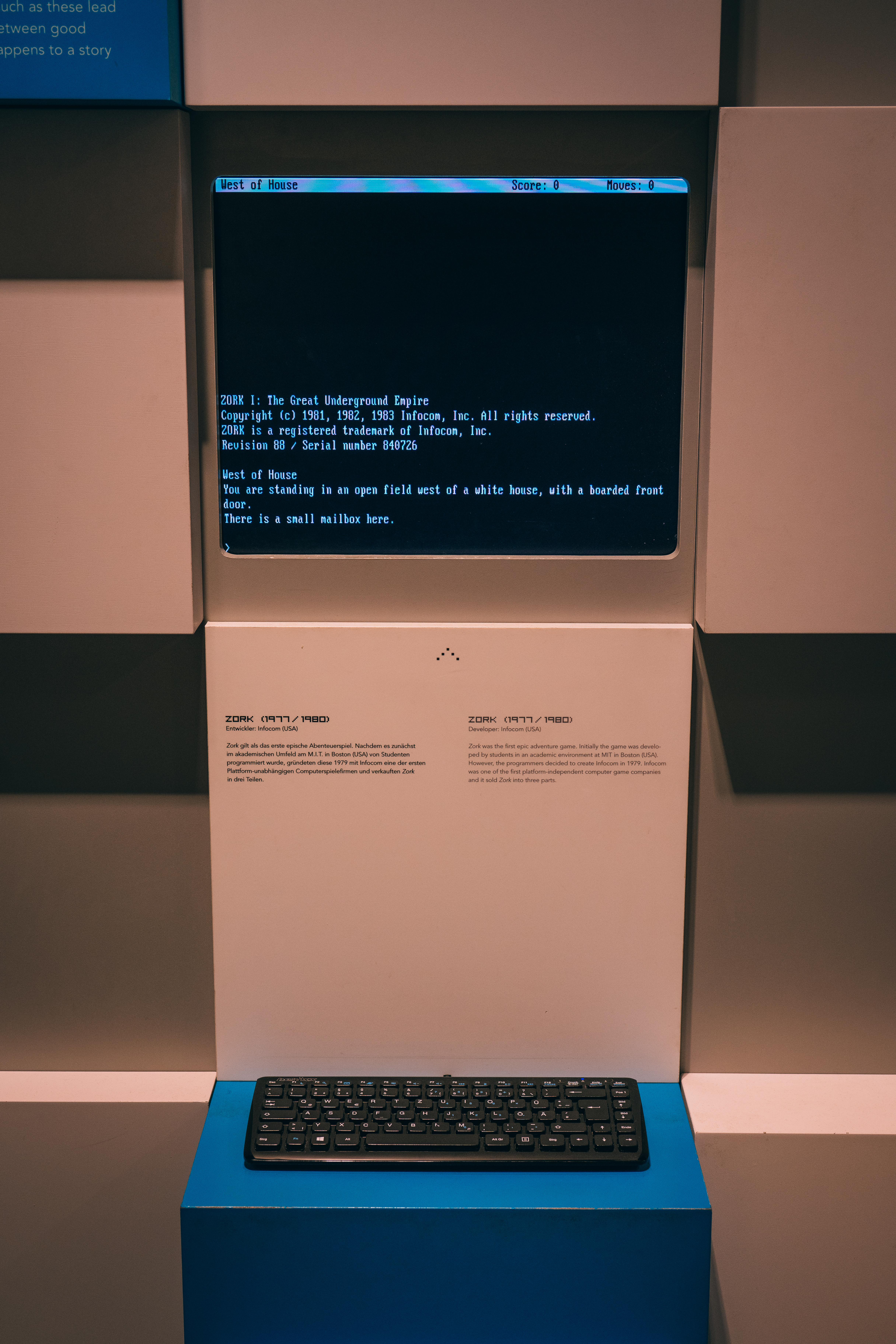
Zork I в Берлінському музеї відеоігор

Zork називають «найвідомішим твором [інтерактивної літератури]» і «батьком цього жанру». Історик ігор Метт Бартон стверджував, що «сказати, що Zork — це впливова пригодницька гра, це все одно, що сказати, що „Іліада“ — це впливова поема». Замість просто впливу, Бартон писав, що ця гра показала, що комп'ютер може симулювати насичений віртуальний світ, і допомогла закласти основи концепції відеоігор навколо дослідження, збирання об'єктів і подолання проблем. Нік Монфорт у своїй книзі про інтерактивну фантастику Twisty Little Passages: An Approach to Interactive Fiction (2003) припустив, що спадщина та вплив Zork полягали не в його аналізаторі чи написанні, а в тому, як він моделював ігровий світ як складний, динамічний простір, через який переміщався гравець. Джанет Мюррей у своїй книзі «Гамлет на Голодеку» (1997) вважала це результатом того, як гра була запрограмована порівняно з іншими іграми того часу, коли кожна область, предмет і актор моделювалися як власний об'єкт, який міг діяти та з яким можна взаємодіяти. Історики стверджують, що Zork разом із Colossal Cave Adventure вплинули на створення жанру MUD, а через нього й новітнього жанру багатокористувацької онлайн-рольової гри.
Синтаксичний аналізатор природної мови гри був відзначений як такий, що має сильну індивідуальність, і це була одна з перших ігор, яка мала таку функцію. Вважається, що це початок сильної тенденції у написанні пригодницьких ігор, які мають «метафіктивний гумор і схильність до самопародії». Десятиліття потому Zork все ще називають джерелом натхнення для текстових інтерфейсів, таких як чат-боти. Його також використовували разом з іншими текстовими пригодницькими іграми як основу для тестування систем обробки природної мови.
Zork був включений до кількох списків найкращих відеоігор більше десяти років після випуску. У 1992 році Computer Gaming World додав Zork до своєї Зали слави. У 1996 році вона була поміщена в списки «найкращих ігор усіх часів» для Computer Gaming World і Next Generation, а в 1999 році Next Generation помістила всю серію в цілому. У 2016 році PC Gamer назвав Zork однією з п'ятдесяти найважливіших відеоігор, коли-небудь створених за становлення Infocom як студії та визначення цілого покоління пригодницьких ігор. У 2007 році Zork був включений до десяти відеоігор «ігрового канону», відібраних для збереження Бібліотекою Конгресу США.
Монстр ґру використовувався як данина класичним раннім комп'ютерним іграм, згадуваний у таких іграх, як NetHack, World of Warcraft і Alan Wake. Посилання на ґру також міститься в назві та приспіві пісні нердкор-репера MC Frontalot «It Is Pitch Dark». Письменник Бернард Перрон, обговорюючи хоррор у відеоіграх, заявив, що полювання ґру на головного персонажа було «жахливою ситуацією, з якою жоден гравець ніколи раніше не стикався». IGN вважав ґру одним із найкращих лиходіїв у відеоіграх, заявивши, що діалог «Це непроглядна темрява. Вас, ймовірно, з'їсть ґру» був ефективним, і як, незважаючи на те, що деякі фізичні характеристики будуть з'ясовані пізніше, гравці мають свої власний «цілком особистий уявний образ того, як виглядає ґру». Вони зазначили, що хоча це починалося як вирішення проблеми гри, воно еволюціонувало, щоб стати «одним із головних бабаїв у ранній історії відеоігор».

### Пізніші ігри та медіа
Zork був центральною частиною каталогу ігор Infocom, та Infocom швидко випустив кілька інших текстових пригодницьких ігор, використовуючи Z-машину та варіанти кодової бази Zork, кожна з цих ігор була продана десятками тисяч копій. До 1984 року, через три роки після того, як Infocom почала самостійно видавати Zork I, у Infocom було п'ятдесят штатних працівників, 6 міліонів доларів США щорічних продажів і дванадцять інших ігор. Infocom внутрішньо називав свої ранні ігри у прив'язці до Zork — «Zork: the Mystery» (Deadline, 1982), «Zorks in Space» (Starcross, 1982) і Zork IV (Enchanter, 1983). До 1986 року їхня кількість зросла до 26 тайтлів. Хоча Wishbringer: The Magick Stone of Dreams (1985) нібито розгортався в тому ж світі, що й Zork, компанія більше не створювала офіційних ігор Zork, випустивши лише компіляцію Zork Trilogy з усіх трьох епізодів.
У 1985 році Infocom диверсифікувалася через випуск професійного програмного забезпечення, створивши продукт реляційної бази даних під назвою Cornerstone. Погані продажі призвели до фінансових труднощів, і компанія була продана Activision у 1986 році. Потім Infocom створив ще дві ігри Zork: Beyond Zork: The Coconut of Quendor (1987), яка додала графічну карту та більше рольових і бойових елементів, і Zork Zero: The Revenge of Megaboz (1988), гру-приквел, яка додала графічні елементи та меню, а також графічні міні-ігри. Перебування Infocom під керівництвом Activision було непростим, а зростання витрат і падіння прибутку, посилені відсутністю нових продуктів у 1988 році, змусили Activision закрити Infocom у 1989 році.
Activision повернулася до серії кількома графічними пригодницькими іграми: Return to Zork (1993), Zork Nemesis: The Forbidden Lands (1996) і Zork: Grand Inquisitor (1997). Він також випустив Zork: The Undiscovered Underground (1997), безкоштовну текстову пригодницьку гру, частково написану оригінальними розробниками Infocom Майклом Берліном і Марком Бланком для просування Zork: Grand Inquisitor. У 2009 році Jolt Online Gaming випустила Legends of Zork, фриміумну браузерну онлайн-гру.
Оригінальні ігри Zork були перевидані в кількох компіляціях після Zork Trilogy. Вони включені до The Lost Treasures of Infocom (1991), Zork Anthology (1994), Classic Text Adventure Masterpieces of Infocom (1996) та Zork Legacy Collection (1996). Графічний порт Zork I для консолей PlayStation і Sega Saturn був створений компанією Shōeisha в Японії в 1996 році, через дев'ятнадцять років після першого випуску гри. Неофіційні версії Zork створювалися понад сорок років для широкого спектру систем від браузерів до розумних колонок.
У 1983—1984 роках було опубліковано чотири книги-гри, написані розробником Infocom Стівом Мерецкі, дія яких відбувається у світі Zork: The Forces of Krill (1983), The Malifestro Quest (1983), The Cavern of Doom (1983) і Conquest at Quendor (1984). Ці книги, відомі під загальною назвою «книги Zork», представлені як інтерактивна художня література в стилі серії «Choose Your Own Adventure», де гравець періодично робить вибір і перегортає на сторінку, яка відповідає цьому вибору. На основі оригінальної гри було опубліковано два романи: The Zork Chronicles Джорджа Алека Ефінгера (1990) і The Lost City of Zork Робін Вейн Бейлі (1991). У 1996 році компанія Threshold Entertainment придбала права на Zork і оголосила про плани створити фільм про Zork і телесеріал, що так і не були створені.